# St. Kolomann (Grasensee)

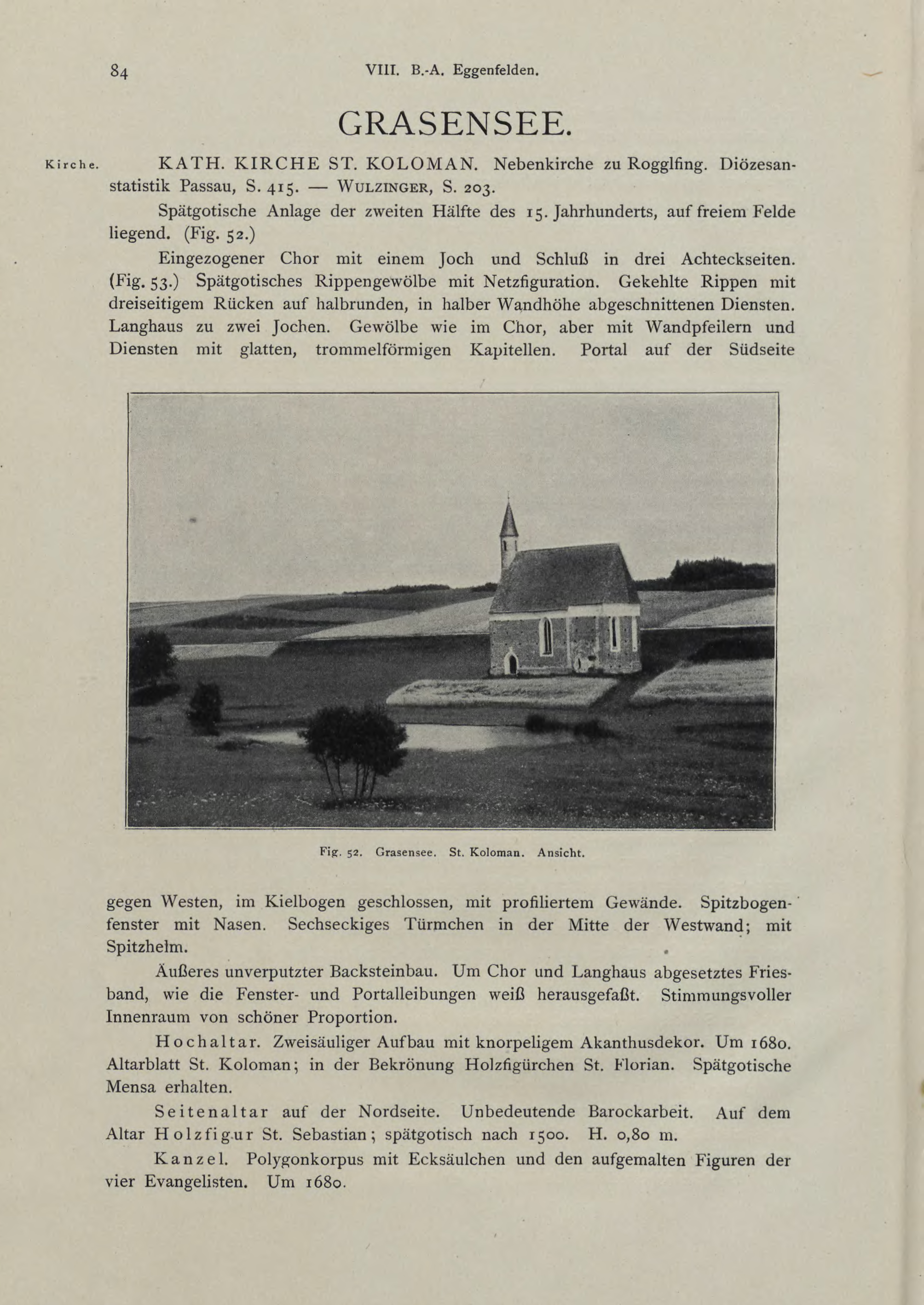

Die Filialkirche St. Kolomann in der Gemeinde Wurmannsquick im niederbayerischen Landkreis Rottal-Inn steht etwa einen Kilometer östlich von Martinskirchen auf freiem Feld und wird dem Ortsteil Grasensee zugerechnet, der aber selbst nur eine Streusiedlung ist. Südlich der Kirche liegen neben dem Grasenseer Bach zwei kleine Teiche, einen See namens Grasensee gibt es weit und breit nicht.
Durch eine Inschrift ist der nur 18 m lange und achteinhalb Meter breite gotische Backsteinbau auf das Jahr 1522 datiert.
Der ganz wenig eingezogene Chor hat einen 5/8-Schluss. Anstelle eines Turmes sitzt auf dem Westgiebel ein kleiner Giebelreiter. Das Innere ist von einem Netzgewölbe überspannt, die Ausstattung frühbarock.